# Pavetta lasioclada
Espèce
Synonymes
- Chomelia lasioclada K.Krause[1]
- Pavetta baconia var. hispida Scott-Elliot[1]
- Pavetta ledermannii K.Krause[1]
- Pavetta tisserantii Bremek.[1]
- Pavetta viburnoides A.Chev.[1]

Statut de conservation UICN

 VU A1cd, B1+2c : Vulnérable
Pavetta lasioclada est une espèce de plantes de la famille des Rubiaceae.

## Publication originale
- Repertorium Specierum Novarum Regni Vegetabilis 37: 62. 1934.